# أيفي كينج
عملية أيفي كينج (بالإنجليزية: Ivy King)‏ هي أكبر قنبلة نووية انشطارية تم اختبارها من قبل الولايات المتحدة. تم اختبار القنبلة خلال عهد الرئيس هاري ترومان. تضمنت سلسلة الاختبارات هذه تطوير أسلحة نووية قوية للغاية رداً على برنامج الأسلحة النووية للاتحاد السوفييتي.
كان إنتاج «آيفي كينج» قد سارع إلى أن يكون جاهزا في حال فشل مشروعه الشقيق «آيفي مايك» في محاولته تحقيق تفاعل نووي حراري. الاختبار حدث بالفعل بعد أسبوعين من آيفي مايك. على عكس قنبلة مايك كان من الممكن نظريا إضافة جهاز أيفي كينج إلى الترسانة النووية للولايات المتحدة لأنه صُمم ليكون قابلاً للتوصيل الجوي.
في 16 نوفمبر 1952 في تمام الساعة 11:30 بالتوقيت المحلي (23:30 بتوقيت جرينتش) أسقطت طائرة من طراز B-36H القنبلة على مسافة 2000 قدم (610 أمتار) شمال جزيرة رونيت في جزيرة إينويتاك المرجانية مما أدى إلى انفجار 500 كيلو طن في الساعة.
كانت قنبلة آيفي كينج التي تم تصنيفها على أنها قنبلة إم كي 18 وهي نسخة معدلة من قنبلة إم كيه 6 دي. بدلاً من استخدام نظام انفجار داخلي مشابه لـ إم كيه 6 دي فقد استخدم نظام انفجار داخلي مكون من 92 نقطة تم تطويره في البداية لـ إم كيه 13. تم استبدال اليورانيوم بـ 60 كغم من اليورانيوم عالي التخصيب على شكل طبقة رقيقة وكانت الكرة ذات الجدران الرقيقة تصميما شائع الاستخدام مما يضمن بقاء المادة الانشطارية دون الحرجة حتى تنفجر.
المصمم الأساسي للقنبلة العالم الفيزيائي تيد تايلور الذي أصبح فيما بعد مؤيدًا لنزع السلاح النووي.